# Vakıflı
Vakıflı (Armeens: Վաքիֆ — Vakif) is een dorp in de Turkse provincie Hatay, aan de grens met Syrië. Het is het enige christelijke Armeense dorp buiten Armenië.

## Demografie
Het dorp heeft 150 inwoners, maar de meeste wonen 's winters in Istanboel of in West-Europa. In de zomer stijgt het inwonersaantal naar meer dan 500 en soms tot 1000 inwoners. Het dorp had een eigen schooltje, maar dit is tegenwoordig niet meer in gebruik omdat er niet zoveel kinderen wonen. De meeste leven in de stad. Zo gaan de overgebleven kinderen naar scholen in omringende dorpen. De gemiddelde leeftijd in het dorp is 60 jaar.

## Relatie met andere volkeren
Vakıflı ligt vandaag de dag tussen andere dorpen waar Arabische alevieten en christenen, Turkmenen en Turken wonen. Ondanks deze verschillende gemeenschappen, leven de inwoners van Vakıflı zonder problemen samen met de andere dorpen en werken zij zelfs op gemeenschappelijke akkers.